# Plaza de España (métro de Madrid)
Plaza de España est une station des lignes 3 et 10 du métro de Madrid, en Espagne.

## Situation
La station est située sur la ligne 3 entre Ventura Rodríguez au nord-ouest, en direction de Moncloa, et Callao au sud-est, en direction de El Casar, et sur la ligne 10 entre Tribunal au nord-est, en direction de Hospital Infanta Sofía, et Príncipe Pío au sud-ouest, en direction de Puerta del Sur.
Les quais de la ligne 3 sont établis sous la rue de la Princesse et ceux de la ligne 10 à une plus grande profondeur sous la rue de los Reyes, dans l'arrondissement du Centre.
Elle est reliée par jonction directe avec la station Noviciado sur la ligne 2.

## Historique
La station est ouverte le 15 juillet 1941, lors de l'ouverture du prolongement de la ligne 3 entre Sol et Argüelles. La ligne 10 est mise en service le 4 février 1961 avec Plaza de España comme terminus.

## Service des voyageurs

### Accueil
La station comprend cinq accès, dont un sur la place d'Espagne et deux sur la Gran Vía, ainsi que deux accès directs par ascenseur depuis l'extérieur.

### Intermodalité
La station est en correspondance avec les lignes d'autobus no 1, 2, 3, 44, 46, 74, 75, 133, 138, 148, C1, C2, N16, N18, N19, N20 et N21 du réseau EMT.

## Sites desservis
La station donne accès notamment à la place d'Espagne et à la Gran Vía.